# إيرين كيلي (مؤلفة)
إيرين كيلي (بالإنجليزية: Erin Kelly)‏ (22 يوليو 1976، لندن في المملكة المتحدة)؛ صحفية وروائية بريطانية.